# Dress Code (singolo)
Dress Code è un singolo del gruppo musicale italiano Il Pagante, pubblicato il 12 gennaio 2018 ed estratto dall'album in studio Paninaro 2.0. Il brano figura il featuring di Samuel Heron.

## Descrizione
Il 1º gennaio 2018 viene annunciato, tramite il profilo Twitter ufficiale del gruppo e attraverso altri social, la pubblicazione di un nuovo singolo dal titolo Dress Code che vedrà la partecipazione del rapper ligure Samuel Heron. La canzone vede la luce il 12 gennaio 2018, con la produzione di Sissa. La copertina riprende il dipinto Il bacio di Francesco Hayez, ironizzando sui vestiti dei protagonisti del quadro e sui brand di abiti importanti, realizzata da Simone Blasi.
Nel testo del brano si citano manifestazioni di moda note a livello internazionale e marche d'abbigliamento come Calvin Klein, Philipp Plein e Moschino. Inoltre, si richiama alla moda giovanile del vestiario non economico. Con queste prerogative nasce il dress code, ossia la norma secondo cui ci si deve vestire alle feste.
Dress Code viene inserito nel secondo album in studio del gruppo, intitolato Paninaro 2.0 come traccia numero due. Inoltre, è presente nella compilation Radio Italia Spring del 2018. Viene presentato in alcuni concerti nel gennaio del 2018 e anche il 3 marzo 2018 con un concerto ai Magazzini Generali di Milano.
Il singolo entra in classifica singoli FIMI alla posizione numero 13 e si classifica terzo nella iTunes Charts. Inoltre, diventa nono nella top 10 virali di Spotify.

## Video musicale
Il video musicale, caricato il 18 gennaio 2018, ha come regista Igor Grbesic e Marc Lucas. Nella clip viene ritratta una sfilata di moda. Vi partecipano, tra gli altri, il conduttore televisivo e wedding planner Enzo Miccio (citato anche nel testo), il concorrente di Riccanza Tommaso Zorzi, la modella Giulia Salemi e gli artisti musicali Achille Lauro, Og Eastbull e Boss Doms. In chiusura del video c'è la partecipazione del Milanese Imbruttito con una serie di interviste. Dopo qualche ora dalla pubblicazione, il filmato raggiunge la posizione numero uno della classifica delle tendenze di YouTube.

## Accoglienza
Secondo Felice Ragona per il sito musicattitude.it: "[...] è impossibile non notare una differenza con quasi tutte le canzoni uscite in precedenza: una maggiore attenzione nella costruzione delle strofe, che rende il pezzo meno ‘cantabile’, soprattutto rispetto a brani come “Pettinero” o “Ultimo”". Anche bettertaste.it scrive: "Un brano fresco per la discografia del gruppo. Sound meno aggressivo del solito [...]".

## Tracce
1. Dress Code (feat. Samuel Heron) – 3:14 (Cremona, Costa)

## Formazione

### Gruppo
- Roberta Branchini - voce
- Federica Napoli - voce
- Eddy Veerus - voce

### Altri musicisti
- Samuel Heron - voce aggiuntiva

### Produzione
- Sissa - produzione

## Classifiche
| Classifica (2018) | Posizione massima |
| ----------------- | ----------------- |
| Italia            | 13                |